# Reinhard Busse
Reinhard Busse (* 26. März 1963 in Hameln/Weser) ist ein deutscher Wissenschaftler und Universitätsprofessor für Management im Gesundheitswesen an der Fakultät Wirtschaft und Management der Technischen Universität Berlin. Zudem ist er wissenschaftlicher Leiter und Gründungsmitglied des Gesundheitsökonomischen Zentrums Berlin (HECOR), Fakultätsmitglied der Charité und Co-Direktor des European Observatory on Health Systems and Policies.

## Leben

### Ausbildung
Nach seinem Abitur am Gymnasium Bad Nenndorf absolvierte Busse seinen Zivildienst als Rettungssanitäter und begann 1984 sein Studium der Humanmedizin an der Philipps-Universität in Marburg, der Harvard Medical School in Boston und den United Medical & Dental Schools of Guy's and St Thomas' Hospital (University of London), welches er 1990 erfolgreich abschloss. Neben seiner Promotion zum Dr. med. im Jahr 1992 begann er das Studium Bevölkerungsmedizin und Gesundheitswesen (Public Health), das er 1993 mit dem Magister sanitatis publicae (M.S.P.) abschloss. Die Approbation als Arzt wurde ihm 1994 erteilt. Im Jahr 1999 habilitierte er sich für Epidemiologie, Sozialmedizin und Gesundheitssystemforschung an der Medizinischen Hochschule Hannover.

### Berufliche Stationen
Nach seinem Studium der Humanmedizin arbeitete Busse als wissenschaftlicher Mitarbeiter unter der Leitung von Dieter Scheffner in der Planungsgruppe Reformstudiengang Medizin am Universitätsklinikum Rudolf Virchow, Freie Universität Berlin. Daran schloss sich eine wissenschaftliche und ärztliche Tätigkeit in der Abteilung Rheumatologie im Zentrum Innere Medizin und Dermatologie der Medizinischen Hochschule Hannover an. Darauf folgte von 1994 bis 1999 eine wissenschaftliche Tätigkeit als wissenschaftlicher Angestellter/Arzt in der Abteilung Epidemiologie, Sozialmedizin und Gesundheitssystemforschung unter Leitung von Friedrich Wilhelm Schwartz im Zentrum Öffentliche Gesundheitspflege der Medizinischen Hochschule Hannover, wo Busse zuletzt auch Leiter des Arbeitsbereiches Gesundheitssystemforschung war. Zwischen 1996 und 1997 war er zugleich Visiting Fellow in der Abteilung Gesundheit der London School of Economics and Political Science. Von 1999 bis 2002 leitete er das Madrider Zentrum des European Observatory on Health Care Systems und hatte zudem eine Gastprofessur an der Escuela Nacional de Sanidad in Madrid inne. Seit 2002 ist Busse Universitätsprofessor für Management im Gesundheitswesen an der Technischen Universität Berlin. Aktuell leitet Busse an der Technischen Universität Berlin 28 wissenschaftliche und 4 administrative Mitarbeiter, mit denen er gemeinsam an nationalen und internationalen Projekten arbeitet. Seit März 2024 ist er Mitglied des ExpertInnenrat „Gesundheit und Resilienz“ des Bundeskanzleramts, dem Nachfolgegremium des Corona-Expertenrats.

### Weitere Tätigkeiten, Mitgliedschaften und Kommissionen
- 2003: Wahl zum Fellow der Faculty of Public Health of the Royal Colleges of Physicians of the United Kingdom[1]
- 2006 bis 2009: Dekan der Fakultät VII „Wirtschaft und Management“, Technische Universität Berlin[1]
- 2007–2008: Mitglied im Wissenschaftlichen Beirat zur Weiterentwicklung des Risikostrukturausgleichs (bis zum kollektiven Rücktritt des Beirates 2008)[8]
- Seit 2011: Editor-in-Chief der internationalen Peer-Review-Zeitschrift Health Policy[1]
- Seit 2012: Leiter des BMBF-geförderten Gesundheitsökonomischen Zentrums Berlin (BerlinHECOR)[1]
- 2015–2018: Sprecher des Direktoriums der neu eingerichteten hochschulübergreifenden Berlin School of Public Health (BSPH)bsph.charite.de. Busse ist maßgeblich an Aufbau und Gestaltung des konsekutiven Masterstudiengangs Public Health der Berlin School of Public Health beteiligt.[1][9]
- 2016–2017: Vorsitzender der Deutschen Gesellschaft für Gesundheitsökonomie[1]
- Ende der 2010er Jahre: Projekt-Kernteam „Neuordnung Krankenhaus-Landschaft: Weniger ist mehr“, das die Schließung von Krankenhaus-Standorten empfiehlt.[10]
- Busse unterstützt die School of Public Health an der Kwame Nkrumah University of Science and Technology in Kumasi/Ghana beim Aufbau eines neuen Master-Studienganges in Health Systems' Research and Management.[9]
- Mitwirkung in Kommissionen für Nationale Akademie der Wissenschaften (Leopoldina)[11], Wissenschaftsrat und Bundesärztekammer (u. a. Arzneimittelkommission der deutschen Ärzteschaft)
- Diverse Gutachter- und Beratungstätigkeiten unter anderem für Weltgesundheitsorganisation, Deutscher Bundestag, Bundesministerium für Gesundheit (Deutschland), Bundesärztekammer, Institut für Qualität und Wirtschaftlichkeit im Gesundheitswesen, Sachverständigenrat, GKV-Spitzenverband, Kassenärztliche Bundesvereinigung und Krankenkassen[8]
- Wiederholte Auszeichnung im F.A.Z.-Ökonomenranking „Deutschlands einflussreichste Ökonomen“; dabei belegte er 2017 und 2018 den 8. bzw. 11. Platz im Gesamtranking und damit den höchsten Platz aller Gesundheitsökonomen.[12][13][14][15][16][17][18][19]

## Forschungsschwerpunkte
Busses Forschung ist interdisziplinär angelegt zwischen Medizin, Ökonomie, Politik und Public Health.
Health Technology Assessment: Schwerpunkte liegen auf der Methodenentwicklung (die heutige Methodologie in Europa ist insbesondere durch Busses Publikation aus dem Jahr 2002 geprägt worden) und der politisch-systemischen Ausgestaltung, gerade auch im europäischen Kontext.
Gesundheitssystemforschung: Busse ist maßgeblich an der Entwicklung der internationalen Gesundheitssystemforschung beteiligt. Schwerpunkte liegen auf der systematischen und vergleichenden Deskription und Evaluation (Performance assessment) von insbesondere europäischen Gesundheitssystemen sowie in der Forschung zur Ausgestaltung von Sozialversicherungssystemen, Leistungskatalogen und zum Spannungsfeld zwischen Markt und Regulation. Der von Busse entworfene Coverage cube wird weltweit zur Beschreibung von Universal Health Coverage (siehe Feinziele des dritten Ziels für nachhaltige Entwicklung) verwendet.
Gesundheitsökonomie: Der Forschungsbereich bezieht sich vorwiegend auf die Gesundheitssystemebene sowie auch auf Gesundheitstechnologien wie Arzneimittel und Medizinprodukte.
Versorgungsforschung: Schwerpunkte liegen in der Ausgestaltung und Wirkung von Vergütungsmechanismen (insbesondere von Fallpauschalen (DRG-Systeme)), Modellen der Integrierten Versorgung sowie bereits seit den späten 90er Jahren zur Rolle von Pflegepersonal, unter anderem im Zusammenhang mit Patientenoutcomes.
Busse verknüpft diese Forschungsstränge, um zu klaren Empfehlungen für die Politik zu gelangen, etwa hinsichtlich einer deutlichen Reduktion von Krankenhausstandorten und -betten bei Beibehaltung des heutigen klinischen Personals, was die Qualität der Versorgung spürbar verbessern würde.

## Veröffentlichungen (Auswahl)
- M. Perleth, R. Busse, S. Fuchs, A. Gerhardus, B., D. Lühmann (Herausgeber). Health Technology Assessment. Konzepte, Methoden, Praxis für Wissenschaft und Entscheidungsfindung. 3. Auflage. Berlin, Med. Wiss. Verlagsgesellschaft MWV 2023. ISBN 978-3-95466-820-5
- R. Busse, N. Klazinga, D. Panteli, W. Quentin (Hrsg.): Improving healthcare quality in Europe: Characteristics, effectiveness and implementation of different strategies. WHO Europa, Kopenhagen 2019.
- R. Busse, M. Blümel, F. Knieps, T. Bärnighausen: Statutory health insurance in Germany: a health system shaped by 135 years of solidarity, self-governance, and competition. In: Lancet 390(10097), 2017, S. 882–897.
- R. Busse, J. Schreyögg, T. Stargardt (Hrsg.): Management im Gesundheitswesen. 4. Auflage. Springer-Verlag, Berlin 2017.
- R. Busse, M. Blümel: Germany: Health system review. In: Health Systems in Transition. 16(2), 2014, S. 1–296.
- R. Busse, J. Stahl: Integrated Care Experiences and Outcomes in Germany, the Netherlands and England. In: Health Affairs. 33(9), 2014, S. 1549–1558.
- L. Aiken, D. M. Sloane, L. Bruyneel, K. Van den Heede, P. Griffiths, R. Busse u. a.: Bachelor's Education for Nurses and Better Nurse Staffing are Associated with Lower Hospital Mortality in 9 European Countries. In: Lancet. 383, 2014, S. 1824–1830.
- R. Busse, A. Geissler, W. Quentin, M. Wiley (Hrsg.): Diagnosis-Related Groups in Europe – transparency, efficiency and quality in hospitals. Open University Press, Maidenhead 2011.
- R. Busse, T. Stargardt, M. Velasco-Garrido, J. Schreyögg: Defining the benefit basket in nine European countries: Evidence from the EU Health BASKET project. In: Eur J Health Economics. 6 (Suppl 1), 2005, S. 2–10.
- R. Busse, J. Orvain, M. Velasco, M. Perleth u. a.: Best practice in undertaking and reporting HTA. In: Int J Technology Assessment Health Care. 18(2), 2002, S. 361–422.